# Jean Navarre (peintre)
Pour les articles homonymes, voir Navarre (homonymie).
Jean Louis Paul Émile Navarre est un peintre, lithographe et illustrateur français né le 7 octobre 1914 à Pontoise et mort le 20 septembre 2000 à Fréjus.

## Biographie
Jean Navarre est né au 26, rue Thiers à Pontoise. Ses parents sont Alexandre Louis Navarre, électricien, et son épouse née Émilie Fau. Jean Navarre grandit dans une ambiance favorable puisque sa mère est restauratrice de tapisseries anciennes. Il est élève à Paris de l'École supérieure des arts appliqués Duperré de 1929 à 1932, puis, de 1933 à 1939, ayant pour condisciples Robert Humblot et Lucien Fontanarosa, de Lucien Simon à l'École nationale supérieure des beaux-arts. « Élève indiscipliné », il n'en participe pas moins en 1938 à l'exposition Jeune Génération constituée autour du manifeste Rupture écrit par Henri Hérault et signé de la majorité des exposants : « Nous dénonçons l'impressionnisme destructeur de lignes et de formes comme l'ennemi public no 1 » y est-il dit, comme pour énoncer l'émergence d'un nouveau réalisme.

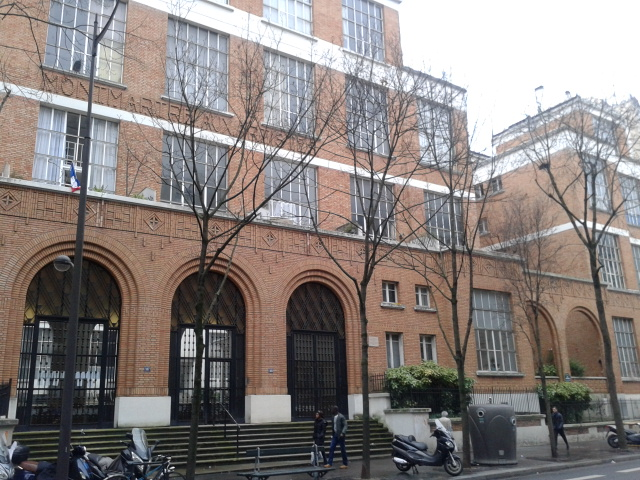
Cité Montmartre-aux-artistes, Paris

Jean Navarre devient sociétaire du Salon des indépendants en 1948, sociétaire du Salon d'automne en 1959, membre du conseil en 1964 puis secrétaire général en 1968 du Salon de la Société nationale des beaux-arts.
Après avoir vécu au 1, rue Gabrielle, il s'installe en partage entre la cité Montmartre-aux-artistes au 189, rue Ordener, de même dans le 18e arrondissement de Paris, et le chemin du Terme à Tourrettes (Var).

## Contributions bibliophiliques
- Pierre Devaux et Henry-Gérard Viot, La minute dérobée, illustrations de Jean Navarre, collection « Sciences et aventures », Éditions Magnard, 1952.

## Expositions

### Expositions personnelles
- Galerie Visconti, Paris, 1951, 1955.
- Château de la Jansonne, Raphèle-lès-Arles, 1955.
- Galerie Gérard Mourgue, Paris, 1959.
- Crocker Galleries, San Francisco, 1967.
- Musée d'Art international, San Rafael (Californie), 1971.
- Galerie du Beffroi, Fougères, 1972.
- Galerie Guigné, Paris, 1982.
- Galerie 33, Bordeaux, 1986.
- Expositions non datées : galerie Geneviève Robert, Boulogne-Billancourt.

### Expositions collectives
- Jeune Génération (36 exposants, dont Henri Héraut, Robert Humblot et Jean Navarre), galerie Billiet-Pierre Worms, Paris, 1938.
- Salon des Tuileries, Paris, 1939, 1942, 1944[6].
- Salon des moins de trente ans, Paris, 1942.
- Salon des indépendants, Paris, à partir de 1948[7].
- Vingt-huit jeunes peintres - Vingt-huit jeunes femmes : Paul Aïzpiri, Roger Bezombes, Bernard Buffet, Philippe Cara Costea, Jean Carzou, Antoni Clavé, Jean Cortot, Simone Dat, Michel de Gallard, Dany Lartigue, Mick Micheyl, Jean Navarre ("Portrait de Madame Chale"), Michel Patrix, Paul Rebeyrolle, Michel Thompson…, Galerie Drouant-David, Paris, décembre 1951 - janvier 1952.
- Fleurs - Vingt-cinq jeunes peintres : Tony Agostini, Paul Aïzpiri, Richard Bellias, Bernard Buffet, Jean Commère, Roger Lersy, Jean Navarre, Michel Patrix, Paul Rebeyrolle, Gaston Sébire, Andrés Ségovia…, galerie Visconti, Paris, juin 1953.
- La mer vue par trente jeunes peintres, Galerie Visconti, Paris, juin 1954.
- Portraits par trente jeunes peintres, Galerie Visconti, Paris, juin 1955.
- Salon d'automne, Paris, à partir de 1955[3].
- Salon de la Marine, Paris, 1957.
- Salon des peintres témoins de leur temps, palais Galliera, Paris, 1957[2], 1967.
- Salon de la Société nationale des beaux-arts, Paris, à partir de 1964.
- 1er Salon Biarritz - San Sebastián : École de Paris, peinture, sculpture - Yvette Alde, André Beauce, Jehan Berjonneau, Louis Berthomme Saint-André, Roland Bierge, Maurice Boitel, Andrée Bordeaux-Le Pecq, Rodolphe Caillaux, Jack Chambrin, Paul Collomb, Jean Cluseau-Lanauve, Jean-Joseph Crotti, Gen Paul, Henri Hayden, Franck Innocent, Daniel du Janerand, Adrienne Jouclard, Jean Joyet, Georges-André Klein, Germaine Lacaze, André La Vernède, Robert Lotiron, Jean Navarre, Roland Oudot, Maurice Verdier, Henry de Waroquier…, casino de Biarritz et Musée San Telmo, Saint-Sébastien (Espagne), juillet-septembre 1965[8].
- Panorama de la peinture contemporaine - Paul Aïzpiri, Jean-Pierre Alaux, Paul Ambille, Yves Brayer, Jean Bréant, Bernard Buffet, Rodolphe Caillaux, Jean Carzou, Michel Ciry, Marcel Cramoysan, Jef Friboulet, Pierre Gautiez, Camille Hilaire, Franck Innocent, Monique Journod, Michel King, Roland Lefranc, Édouard Georges Mac-Avoy, Georges Mirianon, Jean Navarre, Marcel Peltier, Christian Sauvé, Robert Savary, Gaston Sébire, Arthur Van Hecke, hôtel de ville de Sotteville-lès-Rouen, mars 1980[9].
- Participations non datées : Salon du dessin et de la peinture à l'eau, Salon Comparaisons.
- Galerie Celia B. Guedj, Lyon, 2014[10].

## Réception critique
- « Il peint souvent des paysages du Midi, dans lesquels dominent les jaunes et les bleus… Il n'a pas fait partie officiellement du groupe des Forces Nouvelles ; c'est bien à cette tendance d'attachement à la réalité recomposée qu'il appartient ; sa vision, son écriture, bref son style personnel présentent des affinités de génération et d'amitiés avec ceux de Robert Humblot ou d'André Marchand, par un certain hiératisme des attitudes des figurants, tempéré par les saveurs rustiques du décor. » - Jacques Busse[11]
- « Jean Navarre est un grand magicien de la lumière. Il voit et rend la nature uniquement en vibrations colorées. Les thèmes abordés sont nombreux, mais restent autour d'une constante : nature, personnages. À chaque sujet choisi s'adapte une dominante colorée. L'évocation de la lumière, toute en nuances et en valeurs, est surtout une évocation subtile de l'atmosphère et diffère fondamentalement du luminisme contrasté du Caravage. Il s'agit pour l'artiste de traduire une vision affective des êtres et de la nature en formes et accords colorés. La lumière vient de l'intérieur du tableau, ce qui contribue à rendre l'atmosphère de mystère à l'œuvre de Jean Navarre. » - Patrick-F. Barrer[3]

## Récompenses, distinctions et hommages
- Prix Puvis-de-Chavannes en 1973.
- Peintre officiel de l'Air et de l'Espace en 1986.
- Une voie de la commune de Vars (Hautes-Alpes) porte le nom d'« allée Jean-Navarre ».

## Collections publiques

### Australie
- Canberra, ambassade de Grance, Le port d'Antibes, huile sur toile 60x73cm, vers 1958 (dépôt du Centre national des arts plastiques)[12].

### France
- Fontainebleau, musée municipal d'Art figuratif.
- Navenne, mairie, Vue d'Agay, huile sur toile 50x65cm, vers 1947 (dépôt du Centre national des arts plastiques)[13].
- Paris, Fonds municipal d'art contemporain de la Ville de Paris.
- Puteaux, Fonds national d'art contemporain :
  - Les barques, huile sur toile 65x100cm, 1939[14] ;
  - Nature morte, huile sur toile 33x55cm, vers 1956[15].

### Macédoine du Nord
- Skopje, Consulat de France, Vue de San Giminiano, huile sur toile 65x50cm, vers 1951 (dépôt du Centre national des arts plastiques)[16].